# Djursholm
Djursholm est une communauté urbaine peuplée de 8 856 habitants, située dans la banlieue de Stockholm. C'était aussi une ville jusqu'en 1971. Elle fait partie de la commune de Danderyd dont elle est le chef-lieu. Elle est également incorporée dans la ville de Stockholm. Un important château se trouve sur le territoire de la ville, le château de Djursholm. C'est la communauté la plus riche de Suède avec un revenu moyen annuel par habitant de 1 195 329 couronnes (114 252 €) en 2015.
Elle est située par 59° 24′ N, 18° 05′ E.
Dans la série Netflix Quicksand, le personnage de Maja Norberg (Hanna Ardéhn) est issu de Djursholm et ne fréquente que des enfants issus de familles très aisées, tout comme la sienne. Ils sont tous scolarisés au lycée huppé du quartier.

## Personnalité
- Elis Åslund (1872-1956), peintre et sculpteur, mort à Djursholm.